# 부더케시구

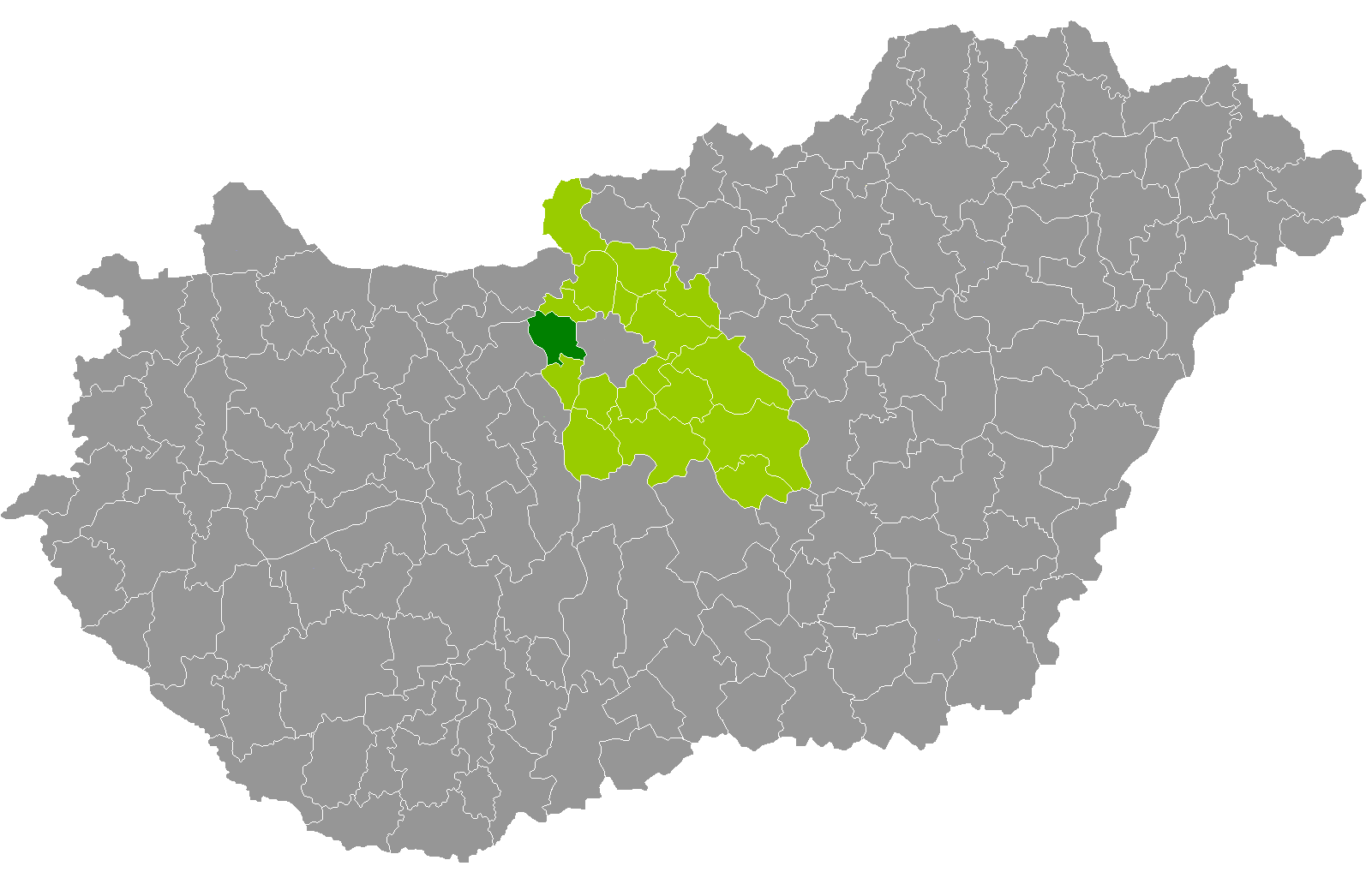
페슈트주 지도에 표시된 부더케시구의 위치

부더케시구(헝가리어: Budakeszi járás)는 헝가리 페슈트주에 위치한 구로 구청 소재지는 부더케시이며 면적은 288.95km2, 인구는 83,670명(2011년 기준), 인구 밀도는 290명/km2이다.
북쪽으로는 필리슈뵈뢰슈바르구, 동쪽으로는 부다페스트, 남쪽으로는 에르드구, 서쪽으로는 페예르주 비치케구, 북서쪽으로는 코마롬에스테르곰주 터터바녀구와 접한다. 12개 지방 자치체(4개 시, 8개 마을)를 관할한다.

구 문장